# The Denpa Men: They Came By Wave
 (novembre 2018).
Si vous disposez d'ouvrages ou d'articles de référence ou si vous connaissez des sites web de qualité traitant du thème abordé ici, merci de compléter l'article en donnant les références utiles à sa vérifiabilité et en les liant à la section « Notes et références ».
The Denpa Men: They Came By Wave (電波人間のRPG, Denpa Ningen RPG)  est un jeu vidéo sur console Nintendo 3DS, sorti en France le 6 décembre 2012 sur le Nintendo eShop. Il a été développé par Genius Sonority.
Il s'agit d'un jeu vidéo de rôle/aventure tour par tour.
L'action se passe sur un archipel. Le joueur incarne un héros choisi au hasard par le jeu dont le but est de délivrer une héroïne de l'ennemi principal "Roi du Mal".
Les denpa men sont de mystérieuses créatures qui flottent autour des ondes wi-fi dans votre environnement.
Le nom japonais "電波人間の" (Denpa Ningen) est traduit littéralement "Repaire d'humains", à comprendre dans le sens où ces créatures sont cachés chez nous, dans notre "repaire d'humains".
Il a pour suite The Denpa Men 2: Beyond the Waves et The Denpa Men 3: The Rise of Digitoll.

## Système de jeu
La particularité du soft tiens dans l'utilisation de la caméra de la console, où elle est utilisée pour capturer des "Denpa Men" quand elle est située proche d'une onde wi-fi en utilisant la réalité augmentée. Ces "Denpa Men" sont ensuite utilisés pour combattre diverses forces maléfiques.
Il existe également des QR code qui permettent aux joueurs d'échanger entre eux leurs Denpamen, cependant pour y avoir accès, le joueur devra combattre le boss du niveau Grotte marine.
Il existe différentes couleurs, tailles, antenne, formes de Denpa Men, chacune de ces caractéristiques influent sur celui-ci.
Le gameplay du jeu "The Denpa Men" est assez ressemblant au jeu Dragon Quest, en cela que pendant les phases d'explorations, des ennemis peuvent courir après le joueur, il est donc possible de les éviter. Autre ressemblance, pendant le combat il y a animations de tous les personnages à chaque action.
Les couleurs des Denpa Men définissent leur résistance et faiblesse aux attaques élémentaires ennemies.

## Antenne des Denpamen
Au-dessus de certains Denpa Men se trouve une "Antenne". Il n'est pas obligatoire qu'un Denpa Man possède son antenne.
Celle-ci lui permet de lancer un sort en utilisant des points "AP" ("Action Point"), comparable donc à de la magie.
Certaines antennes peuvent évoluer en gagnant de l'expérience.
Cependant, il existe une antenne appelée Racine antenne, qui ne montrera sa 1re véritable forme que lorsqu'elle aura atteint au moins le 1er niveau d'évolution requis.

## Accueil
- Jeuxvideo.com : 16/20[1]